# Nemesis (sao giả thuyết)

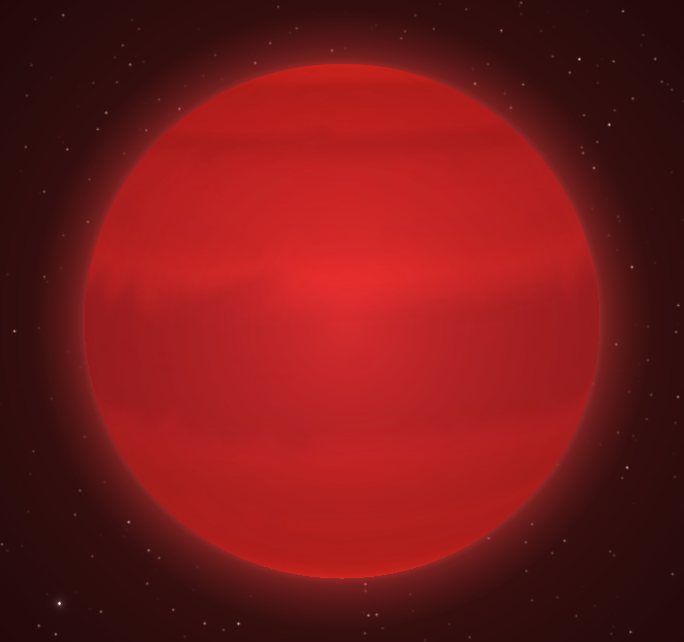
Ảnh giả tưởng về Nemesis qua phần mềm Celestia.

Nemesis là một sao lùn đỏ hay sao lùn nâu giả thuyết, quay quanh Mặt Trời ở khoảng cách khoảng 50.000 tới 100.000 AU, nơi nào đó bên ngoài đám mây Oort. Sự tồn tại của ngôi sao này đã được đưa ra trong một nỗ lực nhằm giải thích một suy luận về tính chu kỳ trong tỷ lệ những cuộc tuyệt chủng sinh học trong niên đại địa chất.

## Tính chu kỳ của những cuộc tuyệt chủng hàng loạt
Năm 1984, nhà cổ sinh vật học David Raup và Jack Sepkoski đã xuất bản một bài báo tuyên bố rằng họ đã xác định được một chu kỳ thống kê các vụ tuyệt chủng trong 250 triệu năm qua nhờ sử dụng các hình thức phân tích chuỗi thời gian. Họ chú trọng tới tần suất tuyệt chủng của các họ hóa thạch của các loài có xương sống, không xương sống, sinh vật đơn bào biển để xác định 12 sự kiện tuyệt chủng trong giai đoạn thời gian trên. Khoảng cách thời gian trung bình giữa hai sự kiện tuyệt chủng là 26 triệu năm. Ở thời điểm đó, hai trong số sự kiện tuyệt chủng được xác định (Phấn Trắng–Cổ Cận và Eocen–Oligocen) có thể được thể hiện trùng khớp với những sự kiện va chạm lớn. Dù Raup và Sepkoski không thể xác định nguyên nhân của tính chu kỳ này, họ cho rằng nó có thể có nguyên nhân từ bên ngoài Trái Đất. Thách thức phát hiện một cơ cấu như vậy ngay lập tức được nhiều nhóm các nhà thiên văn học quan tâm.

## Sự phát triển của các giả thuyết về Nemesis

Nữ thần Nemesis.

Hai nhóm các nhà thiên văn học, Whitmire và Jackson, và Davis, Hut và Muller, độc lập xuất bản một giả thuyết tương tự để giải thích tính chu kỳ trong các vụ tuyệt chủng do Raup và Sepkoski đưa ra trên cùng số xuất bản của tạp chí Nature. Giả thuyết này cho rằng Mặt Trời có thể có một sao đồng hành chưa được biết tới với quỹ đạo hình elip rất dẹt định kỳ làm nhiễu loạn các sao chổi trong đám mây Oort, gây ra sự gia tăng lớn số lượng sao chổi bay vào phía trong hệ Mặt Trời và hậu quả là sự gia tăng của những sự kiện va chạm trên Trái Đất. Giả thuyết này được gọi là giả thuyết Nemesis ("ngôi sao chết", lấy theo tên của nữ thần trừng phạt và thù hận trong thần thoại Hy Lạp).

Chuyển động của sao Barnard.

Nếu nó thực sự tồn tại, trạng thái chính xác của Nemesis vẫn chưa chắc chắn. Richard A. Muller cho rằng có lẽ nó là một sao lùn đỏ với độ sáng trong khoảng 7 và 12, trong khi Daniel P. Whitmire và Albert A. Jackson lại cho rằng đó là một ngôi sao lùn nâu. Nếu là một sao lùn đỏ, chắc chắn nó đã phải tồn tại trong các danh mục sao, nhưng trạng thái thực của nó chỉ có thể được khám phá bằng cách đo thị sai của nó; vì khi quay quanh Mặt Trời nó sẽ có chuyển động riêng rất thấp và sẽ thoát khỏi các cuộc tìm kiếm bằng chuyển động riêng đã giúp tìm ra những ngôi sao như sao Barnard có độ sáng cấp 9.
Sự kiện tuyệt chủng lớn cuối cùng đã xảy ra khoảng 5 triệu năm trước, vì thế Muller cho rằng có lẽ Nemesis đang ở cách chúng ta 1-1,5 năm ánh sáng ở thời điểm hiện tại, và thậm chí còn có khái niệm về vùng trời có thể nó đang hiện diện (được Yarris ủng hộ, 1987), gần Hydra, dựa trên một quỹ đạo giả thuyết xuất xứ từ các điểm viễn nhật nguyên thủy của một số sao chổi chu kỳ dài không điển hình miêu tả một cung quỹ đạo đáp ứng các đặc điểm trong giả thuyết của Muller.

## Quỹ đạo của Sedna

Quỹ đạo của Sedna so với trong Hệ Mặt Trời và đám mây Oort.

Thiên thể bên ngoài Sao Hải Vương Sedna có quỹ đạo hình elip cực dài và bất thường quanh Mặt Trời, nằm trong khoảng từ 76 đến 937 AU. Sedna mất khoảng 11.400 năm để hoàn thành một vòng quỹ đạo. Người phát hiện ra nó, Michael Brown của Caltech, đã lưu ý trong một bài báo trên tạp chí Discover rằng vị trí của Sedna dường như không tuân theo lý luận: "Sedna không nên ở đó", Brown nói. "Không có cách nào để xác định vị trí của Sedna. Nó không bao giờ đến đủ gần để bị Mặt Trời tác động, nhưng nó cũng không bao giờ đi đủ xa Mặt Trời để bị các ngôi sao khác tác động." Do đó, Brown đưa ra giả thuyết rằng một vật thể khối lượng lớn không nhìn thấy được có thể là nguyên nhân gây ra quỹ đạo dị thường của Sedna. Dòng điều tra này cuối cùng đã dẫn đến giả thuyết về Hành tinh thứ chín.
Brown đã tuyên bố rằng nhiều khả năng một hoặc nhiều ngôi sao không đồng hành, đi qua gần Mặt Trời hàng tỷ năm trước, có thể đã kéo Sedna ra khỏi quỹ đạo hiện tại của nó.

## Tìm kiếm Nemesis
Nếu Nemesis tồn tại, có lẽ nó sẽ được khám phá bởi các cuộc nghiên cứu thiên văn học đã được lên kế hoạch như Pan-STARRS hay LSST, hay những dự án tương tự trong tương lai. Nếu Nemesis là một sao lùn nâu, như được tiến sĩ Dan Whitmire và Albert A. Jackson IV đề xuất, thì phi vụ WISE (dự định tháng 11 năm 2009) sẽ dễ dàng tìm ra nó.

## Các giả thuyết khác
Matese và Whitman đã cho rằng tính chu kỳ của các vụ tuyệt chủng có thể có nguyên nhân bởi sự dao động của hệ Mặt Trời ngang mặt phẳng thiên hà của dải Ngân Hà. Những dao động này có thể dẫn tới các nhiễu loạn trường hấp dẫn trong đám mây Oort với các hậu quả tương tự với giả thuyết do quỹ đạo của "Nemesis". Tuy nhiên, chu kỳ dao động theo quan sát không phù hợp tốt và có thể khác biệt so với chu kỳ yêu cầu 26 triệu năm tới 40%.

## Trong văn học
Có một số điểm tương đồng giữa Nemesis và ngôi sao đỏ trong loạt truyện Pern của Anne McCaffrey. Cả hai đều gây nhiễu loạn đám mây Oort và đều mang sự phá hoại tới cho các hành tinh của chúng.
Larry Niven và Jerry Pournelle cũng miêu tả một cơ cấu tương tự trong tiểu thuyết Lucifer's Hammer. Niven đã bình luận trong bộ truyện ngắn của ông N-Space rằng nếu họ phải đặt tên cho ngôi sao đồng hành tối trong Lucifer's Hammer, cái tên "Nemesis" đã được sử dụng.
Tiểu thuyết Nemesis của Isaac Asimov giải quyết các tác động của một thuộc địa tương lai đang được xây dựng xung quanh một ngôi sao tên là Nemesis như một cách thoát khỏi một Trái Đất đang bị đàn áp. Tuy ngôi sao trong cuốn sách đang ở trên quỹ đạo sẽ đưa nó qua hệ Mặt Trời, nó không quay quanh Mặt Trời như ngôi sao Nemesis giả thuyết.